# Judô nos Jogos Pan-Americanos de 1979
As competições de judô nos Jogos Pan-Americanos de 1979 foram realizadas em San Juan, Porto Rico . Esta foi a quarta edição do esporte nos Jogos Pan-Americanos, tendo sido disputado apenas entre os homens.

## Medalhistas

### Masculino
| Evento           | Ouro                          | Prata                               | Bronze                                                            |
| ---------------- | ----------------------------- | ----------------------------------- | ----------------------------------------------------------------- |
| Até 60 kg        | Luiz Shinohara · Brasil       | Edward Liddie · Estados Unidos      | Phil Takahashi · Canadá · Rafael González de la Vega · México     |
| Até 65 kg        | Brad Farrow · Canadá          | Luís Onmura · Brasil                | Héctor Rodríguez Torres · Cuba · Gerardo Padilla Vallejo · México |
| Até 71 kg        | Guillermo D'Nelson May · Cuba | Kevin Doherty · Canadá              | Andrés Puentes · México · Roberto Machusso · Brasil               |
| Até 78 kg        | Carlos da Cunha · Brasil      | Radamés Lora · República Dominicana | Juan Ferrer Lahera · Cuba · Brett Barron · Estados Unidos         |
| Até 86 kg        | Louis Jani · Canadá           | Alexis Mundo · Venezuela            | Leo White · Estados Unidos · Eduardo Novoa Barrientos · Chile     |
| Até 95 kg        | Carlos Pacheco · Brasil       | Venancio Gómez · Cuba               | Miguel Tudela · Estados Unidos · Sergio Komornickie · Argentina   |
| Mais de 95 kg    | José Ibáñez Gómez · Cuba      | Jesse Goldstein · Estados Unidos    | Oswaldo Simões · Brasil · Jaime Felipa · Antilhas Holandesas      |
| Categoria aberta | Oswaldo Simões · Brasil       | Héctor Estévez · Porto Rico         | José Ibáñez Gómez · Cuba · Joseph Meli · Canadá                   |

## Quadro de medalhas
| Posição | Nação                     |   |   |    | Total |
| ------- | ------------------------- | - | - | -- | ----- |
| 1       | BRA Brasil                | 4 | 1 | 2  | 7     |
| 2       | CUB Cuba                  | 2 | 1 | 3  | 6     |
| 3       | CAN Canadá                | 2 | 1 | 2  | 5     |
| 4       | USA Estados Unidos        | 0 | 2 | 3  | 5     |
| 5       | PUR Porto Rico            | 0 | 1 | 0  | 1     |
|         | DOM República Dominicana  | 0 | 1 | 0  | 1     |
|         | VEN Venezuela             | 0 | 1 | 0  | 1     |
| 8       | MEX México                | 0 | 0 | 3  | 3     |
| 9       | AHO Antilhas Neerlandesas | 0 | 0 | 1  | 1     |
|         | ARG Argentina             | 0 | 0 | 1  | 1     |
|         | CHI Chile                 | 0 | 0 | 1  | 1     |
| Total   | Total                     | 8 | 8 | 16 | 32    |